# Eucalyptus cullenii
Eucalyptus cullenii är en myrtenväxtart som beskrevs av Cambage. Eucalyptus cullenii ingår i släktet Eucalyptus och familjen myrtenväxter. Inga underarter finns listade i Catalogue of Life.